# Hisham Matar
Hisham Matar (New York, 1970) è uno scrittore libico.
Il suo romanzo Il ritorno. Padri, figli e la terra fra di loro (The return: Fathers, Sons and the Land in Between, 2016), ha vinto nel 2017 il Premio Pulitzer per la biografia e autobiografia. I saggi di Matar sono apparsi su The New York Times, The Times, The Guardian, The Independent, e Asharq al-Awsat. Il suo primo romanzo Nessuno al mondo (In the Country of Men, 2006), è stato selezionato per il Man Book Prize nel 2006, e tradotto in oltre 20 lingue. 
Matar attualmente vive e scrive a Londra.

## Biografia
Hisham Matar è nato a New York nel 1970 e ha trascorso la sua prima infanzia negli Stati Uniti insieme ai genitori, poiché suo padre, Jaballa Matar, in quel periodo lavorava per la delegazione libica alle Nazioni Unite. All'età di circa tre anni torna a vivere con la sua famiglia a Tripoli, dove trascorre i successivi sei anni della sua vita. Nel 1979 le persecuzioni politiche perpetrate dal regime di Gheddafi presero di mira suo padre, leader dell'opposizione libica, costringendolo ad abbandonare il paese con i suoi famigliari. Il luogo d'esilio fu il Cairo, dove Matar e il fratello continuarono i loro studi. Dopo essersi trasferito a Londra nel 1986, conseguì la laurea in architettura al Goldsmiths College.
Nel 1990, mentre si trovava nella capitale britannica, gli agenti dei servizi segreti egiziani rapirono suo padre al Cairo. Essi fecero credere alla famiglia durante i successivi due anni che Jaballa fosse detenuto in Egitto, mentre in realtà era stato consegnato al regime libico e incarcerato nella prigione di Abu Salim, a Tripoli. Nel 1992 i famigliari ricevettero una lettera inequivocabilmente vergata dalla mano di Jaballa, nella quale egli chiedeva scusa alla moglie e ai due figli per le difficoltà e il dolore che stavano attraversando per causa sua, ma ribadiva che, se avesse avuto la possibilità di tornare indietro nel tempo, non avrebbe comunque cambiato la strada intrapresa. Nel 1995 giunse una seconda lettera, e poi non si seppe più nulla fino a quando i media, nel 2001, divulgarono la notizia che nel 1996 era stata ordinata dalle autorità libiche un'esecuzione di massa nella prigione di Abu Salim. I prigionieri politici fucilati allora furono circa 1200, la carneficina durò sei ore. Matar e la sua famiglia perdettero quindi ogni speranza di rivedere Jaballa vivo. Tuttavia dal 2010 nuovi indizi, quali la notizia di un suo trasferimento in un altro penitenziario appena due mesi prima della carneficina, e un suo avvistamento risalente al 2002, riaccesero la speranza che il padre di Hisham Matar potesse essersi salvato.

Quando nel 2010 Hisham Matar ne fu informato, rimase estremamente scosso. Dopo 20 anni che non vedeva suo padre, e nell'esatto momento in cui dava alle stampe un romanzo incentrato su quell'assenza, scrisse in un articolo pubblicato sul Guardian:       
"Dov'è l'uomo che amavo far ridere? Dov'è colui che rispondeva alle mie lettere soltanto se erano scritte in arabo? Dov'è l'uomo che pronunciava la parola 'pazienza' come una promessa? Dov'è colui al quale avevo promesso una nipotina di nome Taswahin, ovvero 'donna che eguaglia qualsiasi uomo'?...Dov'è l'uomo che mi chiamava Sharh Elbal, ovvero 'colui che placa la mente'?..."
Il 16 gennaio 2010, su iniziativa della sezione inglese del Pen Club, venne pubblicato sul Times un appello sottoscritto da 270 scrittori, tra cui Salman Rushdie, Kazuo Ishiguro, J. M. Coetzee, Orhan Pamuk, Ian McEwan, Kiran Desai e Zadie Smith, nel quale si sollecitava il Ministro degli Esteri britannico, David Miliband, a richiedere al governo libico il ripristino dei diritti umani e informazioni precise sulla sorte di Jaballa Matar e di altri prigionieri politici.

## Opere
- Nessuno al mondo (In the Country of Men, 2006), traduzione di A. Sirotti, Torino, Einaudi, 2008, ISBN 9788806193232
- Anatomia di una scomparsa (Anatomy of a Disappearance, 2011), traduzione di M. Pareschi, Torino, Einaudi, 2013, ISBN 9788806215002
- Il ritorno. Padri, figli e la terra fra di loro (The return: Fathers, Sons and the Land in Between, 2016), traduzione di A. Nadotti, Torino, Einaudi, 2017, ISBN 9788806216641
- Il libro di Dot, di Hisham Matar e Gianluca Buttolo, traduzione di Anna Nadotti e Gianluca Buttolo, Milano, ReNoir Comics, 2017, ISBN 978-8865671924
- Un punto di approdo (A month in Siena, 2019), traduzione di A. Nadotti, Torino, Einaudi, 2019, ISBN 9788806243913
- Amici di una vita (My Friends, 2024), traduzione di A. Nadotti, Torino, Einaudi, 2024, ISBN 9788806262280

## Premi e riconoscimenti
- 2006. Commonwealth Writers' Prize for the Best First Book in the Europe and South Asia Region, per In the Country of Men (Nessuno al mondo)[10]
- 2016. The slightly Foxed Best first Biography Prize, per l'autobiografia The Return: Fathers, Sons, and the Land in Between. Il libro viene anche inserito fra i The New York Times' Top 10 books of 2016[11]
- 2017. Premio Pulitzer per la biografia e l'autobiografia per il libro Il ritorno. Padri, figli e la terra fra di loro.